# قدرة اندماجية (فلك)

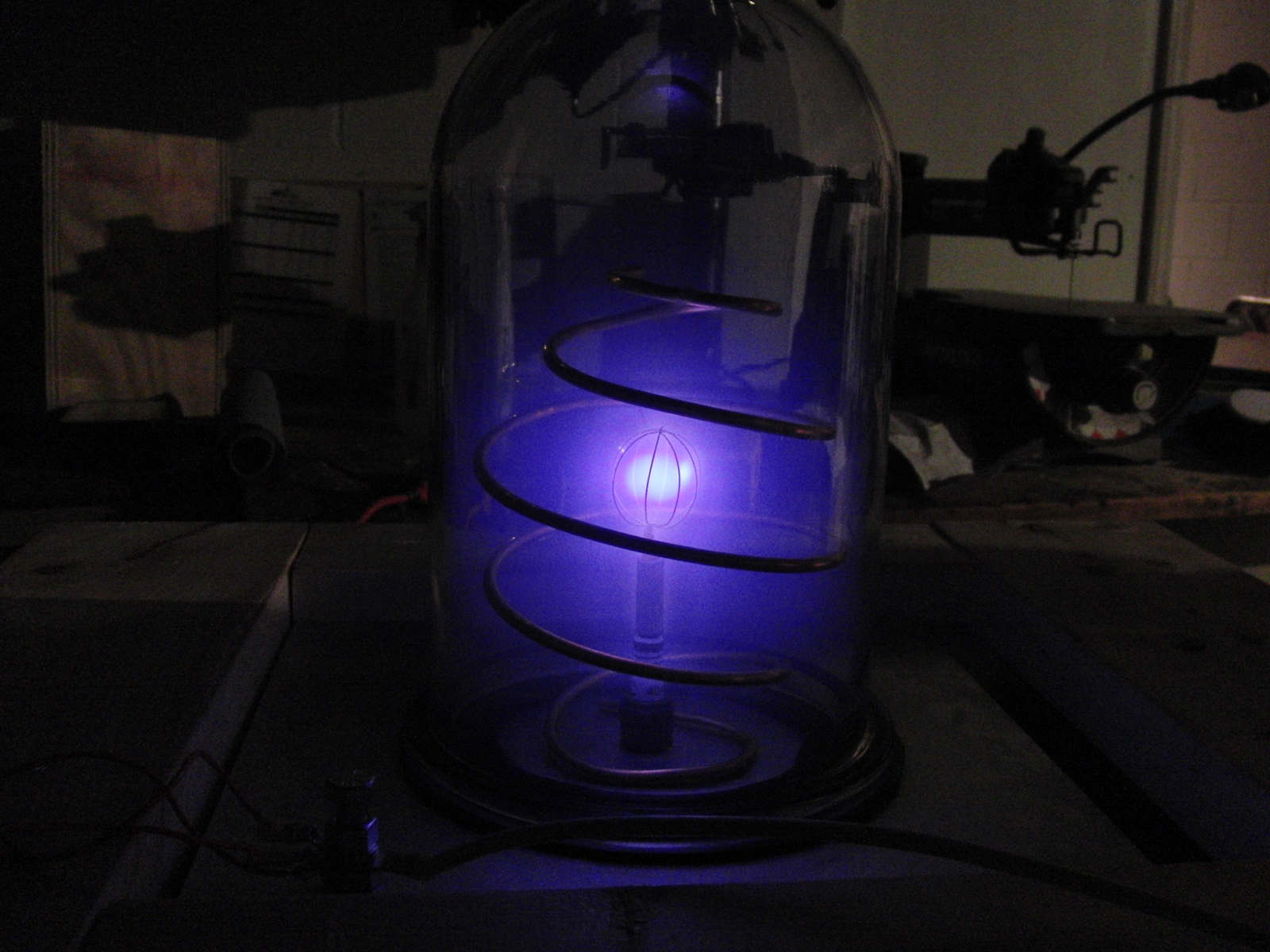

بناء على أحد المقترحات المقدمة إلى الاتحاد الفلكي الدولي، فإن مصطلح القدرة الاندماجية أو (Fusor) يقصد به:«جسم يستطيع دمج العناصر في نواته خلال حياته». هذا المصطلح المقدم من جيبور بصري بروفيسور علم الفلك في جامعة كاليفورنيا بيركلي يتضمن أي شكل من أشكال الاندماج النووي، لذا فإن أقل كتلة يمكن معها حصول اندماج نووي ذاتي تبلغ قرابة 13 مرة كتلة المشتري، حيث أنه عند تلك النقطة يبدأ اندماج الديوتريوم. وبالطبع فإن هذه الكتلة أقل بكثير من تلك التي يحتاجها الهيدروجين لكي يبدأ بالاندماج، لأنه يحتاج إلى كتلة تبلغ 60 مرة كتلة المشتري لكي يبدأ التفاعل.
يتم اعتبار الأجسام في الكون على أنها نجوم حين تبلغ كتلتها 75 مرة كتلة المشتري، لأنه عند هذه الكتلة تبدأ آلية كلفن هلمهولتنز بالعمل، حيث أن انسحاق النجم بالكامل على نفسه موقوف على توليد الحرارة في نواته، فإن توقفت الحرارة سيستمر بالانسحاق مسبباً المزيد من الضغط ورافعاً الكثافة مما يؤدي إلى احتراق العناصر الموجودة في النواة لكي تولد حرارة تمنع النجم من الانسحاق على نفسه، إلى حين نفاد العناصر القابلة للاندماج النووي في أنوية النجوم لينتهي به المطاف كمستعر أعظم، حيث يولد عند انفجاره عناصر ثقيلة كاليورانيوم والإريديوم ونحوها.